# Кудунис, Джон
Джон Спи́ро Куду́нис (англ. John Spiro Koudounis; род. 1966, США) — американский бизнесмен, CEO инвестиционной компании «Calamos Investments», бывший президент и CEO финансовой компании «Mizuho Securities USA Inc.» (дочерняя компания японского банковского холдинга «Mizuho Financial Group»). Регулярно выступает на телеканалах Fox Business, CNBC, CNN, Bloomberg TV и др., комментируя события в сфере финансов и бизнеса. В 2010 году стал самым молодым (44 года) CEO компании на Уолл-стрит.
Активный деятель греческой диаспоры. Член совета попечителей Национального греческого музея и совета директоров некоммерческой организации «The Hellenic Initiative» (с 2012 года). Член руководящего совета организации «Concordia» (с 2013 года). Член Ордена святого апостола Андрея, носит оффикий (титул) архонта Вселенского Патриархата Константинополя (с 2016 года).

## Биография
Родился в семье греков Джорджа и Дины Кудунисов. Вырос в Чикаго (Иллинойс). Его предки, в 1900 году иммигрировавшие в США из Спарты (Пелопоннес, Греция), занимались продажей хот-догов возле стадиона «Ригли-филд». Впоследствии его отец расширил семейный бизнес и открыл ресторан для автомобилистов «George’s Old Town Red Hots».
В 1984 году окончил среднюю школу в Скоки. Играл в школьных футбольной и баскетбольной командах.
В 1988 году окончил Брауновский университет со степенью бакалавра гуманитарных наук в области международной дипломатии, международных отношений и экономики. Играл в студенческой футбольной команде. Проходил стажировку у сенатора США Джона Чейфи и в компании «Kidder Peabody». Джон и его сестра Стелла были первыми членами семейства Кудунис, получившими высшее образование.
Одним из первых мест работы Кудуниса было казино «Тадж-Махал».
В 1988—1993 годах работал в инвестиционном банке «Merrill Lynch», который покинул в должности вице-президента.
В 1996—2008 годах — управляющий директор компании «ABN AMRO».
В 2008—2016 годах — сотрудник (2008—2010), президент и CEO (2010—2016), член совета директоров, председатель комитета по управлению, комитета по рискам и комитета по новой продукции (2009—2016) «Mizuho Securities USA Inc.».
С 2016 года — CEO компании «Calamos Investments».
В 2017 году положительно оценил предстоящую политику президента США Дональда Трампа в отношении развития бизнеса. В этом же году выразил сомнение в грексите (выходе Греции из еврозоны) и уверенность в скором выходе Греции из долгового кризиса.
Член руководящих советов компании «Bretton Woods Committee», Экономического клуба Чикаго и Японского общества.
Владеет греческим языком.

## Личная жизнь
В браке с супругой Джоанн имеет дочерей-близняшек Констанс и Деми.